# Rezolucja Rady Bezpieczeństwa ONZ nr 1718
Rezolucja Rady Bezpieczeństwa ONZ nr 1718 – rezolucja nakładająca sankcje na Koreę Północną, uchwalona jednomyślnie przez Radę Bezpieczeństwa ONZ w dniu 14 października 2006 roku. Rada Bezpieczeństwa potępiła w niej Koreę Północną w związku z przeprowadzeniem pięć dni wcześniej próby nuklearnej. W Rezolucji Rada Bezpieczeństwa wezwała Koreę do rezygnacji z programu nuklearnego, a także nałożyła na nią szereg sankcji. Postępowanie Korei Północnej, w tym podziemną próbę nuklearną uznano tym samym za zagrożenie dla pokoju i bezpieczeństwa na świecie.

## Podstawa prawna Rezolucji
Rezolucję podjęto na podstawie Rozdziału VII Karty Narodów Zjednoczonych, wyraźnie ograniczając podstawę prawną do art. 41 Karty (sankcje nie wymagające użycia siły zbrojnej),  a tym samym nie dopuszczając możliwości użycia siły zbrojnej wobec Korei Północnej bez odrębnej, dodatkowej rezolucji Rady podjętej na mocy art. 42 Karty (sankcje zbrojne).

## Sankcje nałożone na Koreę Północną
Rezolucja przewiduje szeroki zakres sankcji wobec Korei Północnej. Zakazano dostarczania szerokiego asortymentu ciężkiego uzbrojenia wojskowego i części zamiennych do niego, a także wyłączono możliwość eksportowania uzbrojenia przez Koreę. Zakazano także szkoleń, doradztwa i innych form pomocy, które mogłyby zostać wykorzystane przez Koreę do rozwoju uzbrojenia. Ponadto zdecydowano o zamrożeniu wszelkich środków finansowych, które mogłyby wspierać rozwój programu nuklearnego Korei, a także zabroniono wpuszczania na swe terytorium osób (i ich rodzin), które są zaangażowane w program nuklearny. Jako dodatkową sankcję o charakterze psychologicznym zakazano eksportu dóbr luksusowych do Korei.